# Jonchery
Jonchery – miejscowość i gmina we Francji, w regionie Grand Est, w departamencie Górna Marna.
Według danych na rok 1990 gminę zamieszkiwało 727 osób, a gęstość zaludnienia wynosiła 25 osób/km².